# Bund der Kommunisten
Der Bund der Kommunisten war eine 1847 in London als Geheimbund gegründete revolutionär-sozialistische Vereinigung mit internationalem Anspruch. Sie ist aus dem bis dahin bestehenden, von Wilhelm Weitling gegründeten Bund der Gerechten hervorgegangen. Die Umbenennung erfolgte unter dem Einfluss von Karl Marx, Friedrich Engels und Wilhelm Wolff. Der Bund der Kommunisten bestand bis 1852. Er gilt als Keimzelle der späteren sozialistischen und kommunistischen Parteien der Welt und als Vorläuferorganisation der 1864 ebenfalls von Marx und Engels inspirierten Internationalen Arbeiterassoziation (IAA), die heute auch als „erste Internationale“ der Arbeiterbewegung bezeichnet wird.

## Geschichte des Bundes

### Vorgeschichte und Anfangsphase

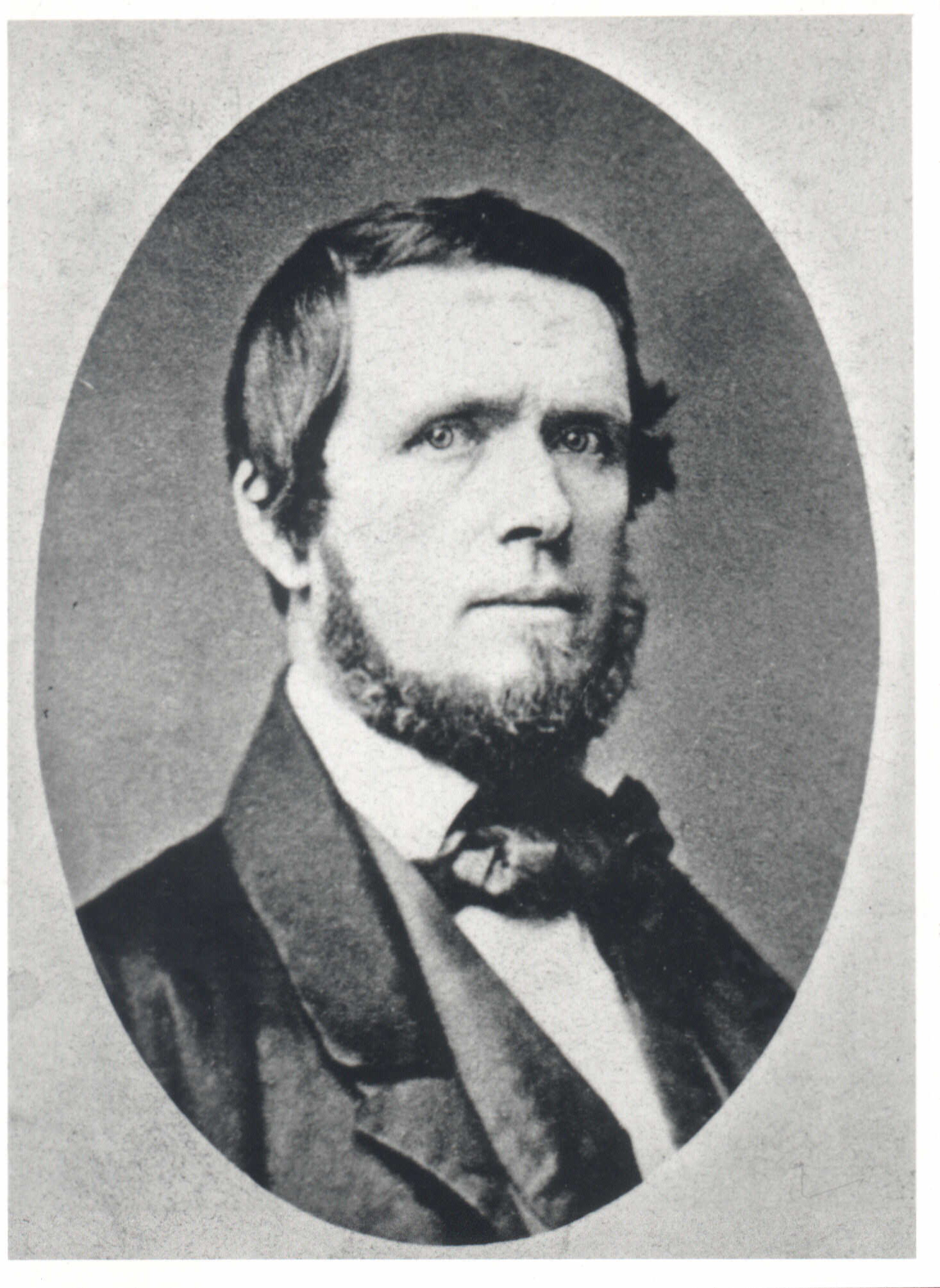
Wilhelm Weitling

Der zuvor existierende Bund der Gerechten war bereits 1836 in Paris auf Initiative des nach Frankreich emigrierten Schneidergesellen Wilhelm Weitling aus dem seit 1834 bestehenden Geheimbund Bund der Geächteten hervorgegangen. Unter Weitlings Führung hatte der bis dahin eher von kleinbürgerlichen Intellektuellen geprägte Bund eine frühe revolutionär-sozialistische und proletarische Ausrichtung erhalten.

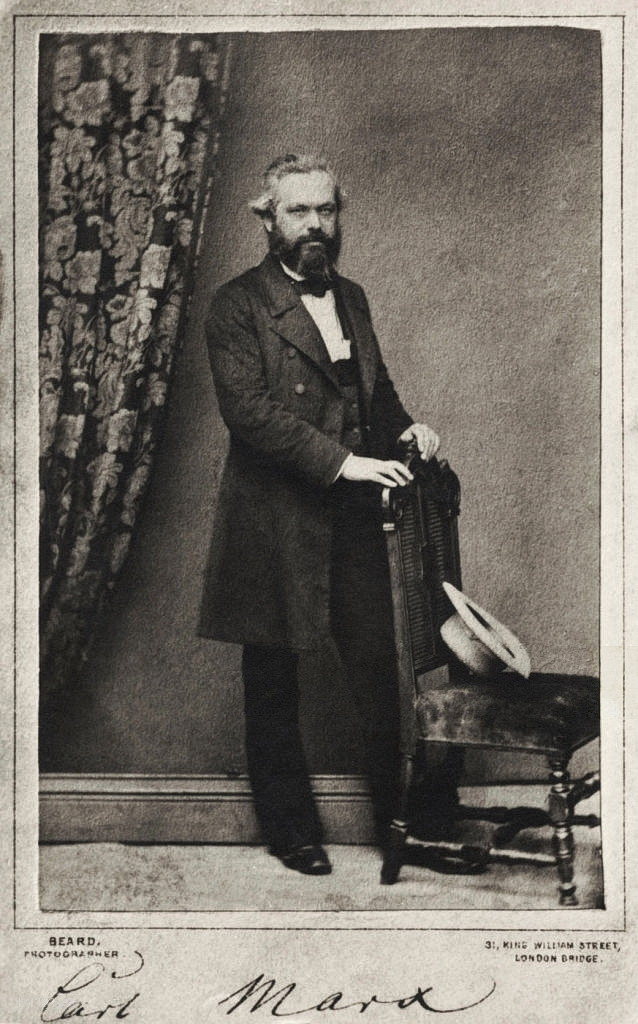
Karl Marx (1818–1883)

Die Umbenennung des Bundes der Gerechten in Bund der Kommunisten war das Ergebnis zweier Kongresse im Jahr 1847. Hier brachten die im selben Jahr dem Bund beigetretenen Karl Marx und Friedrich Engels zusammen mit Wilhelm Wolff ihre Ideen ein. Damit leiteten sie eine inhaltliche Neuausrichtung des Bundes ein. Sie entwarfen ein in sich geschlossenes Programm für den Bund und betonten darin seinen internationalistischen Charakter. Das von Marx stammende Motto Proletarier aller Länder, vereinigt euch! wurde zum bestimmenden Leitspruch.

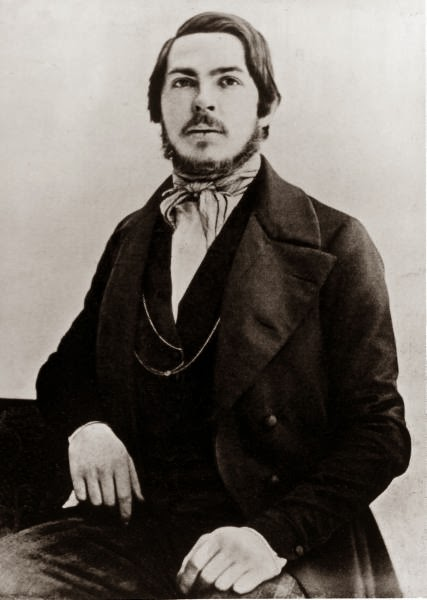
Friedrich Engels (1820–1895)

Am zweiten Kongress des Bundes vom 29. November bis 8. Dezember 1847 nahmen Vertreter aus 30 Ortsgruppen aus Frankreich, den Niederlanden, den Staaten des Deutschen Bundes, aus Schweden, der Schweiz, Großbritannien und den USA teil. Marx und Engels wurden beauftragt, das Manifest der Kommunistischen Partei auszuarbeiten. Sie legten es im Februar 1848 zur Veröffentlichung vor. Das Kommunistische Manifest rief im Wesentlichen die Arbeiter zum internationalen Klassenkampf gegen die im Kapitalismus herrschende Bourgeoisie auf. Ziel war die Etablierung einer klassenlosen (kommunistischen) Gesellschaft. Später hat Marx die Grundgedanken differenzierter in seinem Hauptwerk Das Kapital mit der politischen Ökonomie ausgearbeitet. Diese Sicht wurde in der Zukunft nach und nach Grundlage des Kommunismus.

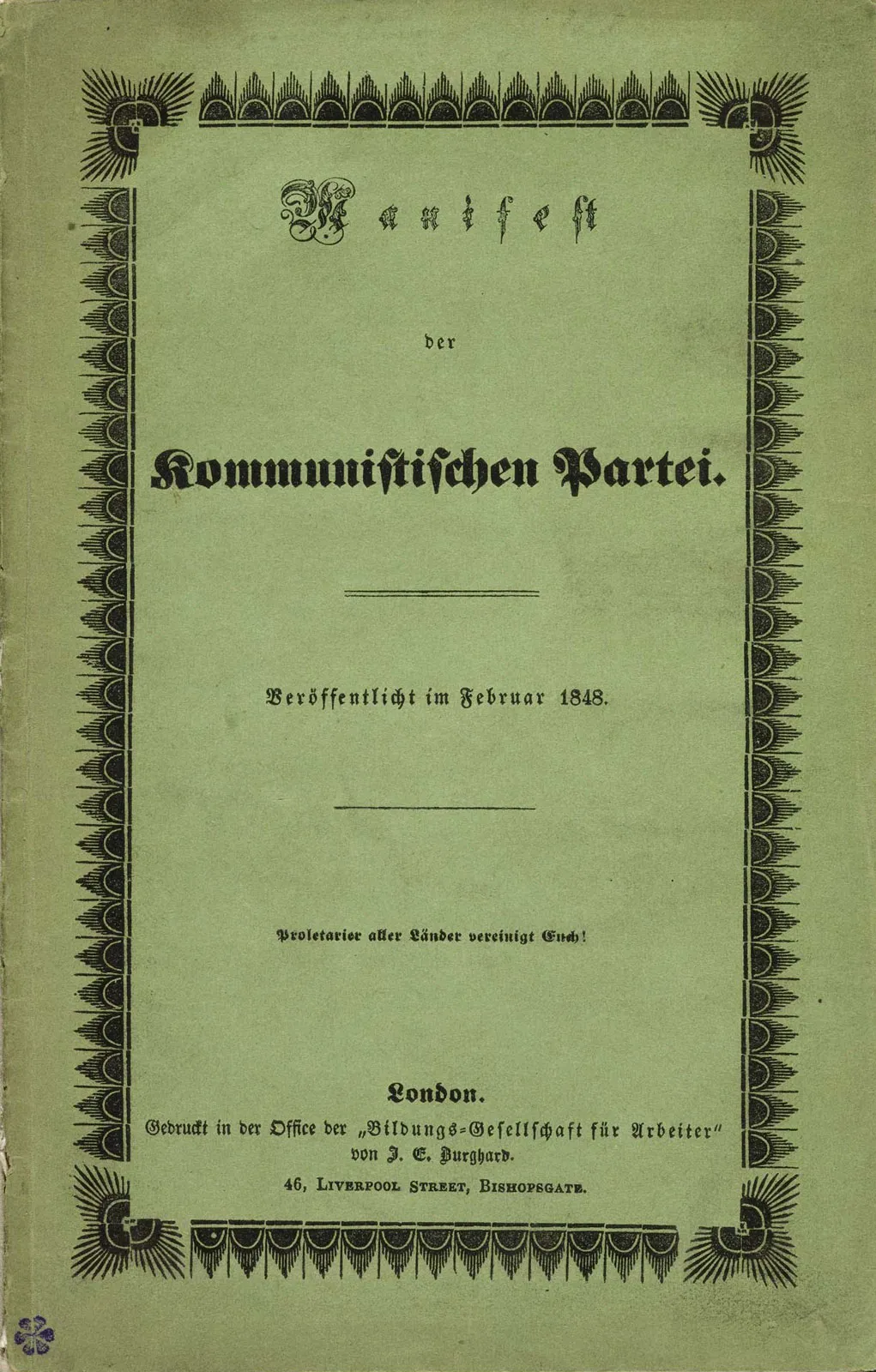
Zeitgenössisches Titelblatt des Kommunistischen Manifests

Die meisten der etwa 500 Mitglieder des Bundes der Kommunisten waren wegen ihrer politischen Haltung aus den deutschen Staaten emigrierte oder ausgewiesene Handwerkergesellen. Sie hatten sich aufgrund der repressiven politischen Verhältnisse während der Zeit der Restauration zwischen 1815 und 1848 ins Ausland abgesetzt. Die in den deutschen Fürstentümern verbliebenen oder zurückgekehrten Bundesmitglieder versuchten, regionale Arbeitervereine aufzubauen. Auch in anderen Ländern gab es ähnliche Bestrebungen. Sie waren wegen der geringen Zahl ihrer Anhänger und aufgrund politischer Verfolgung und Unterdrückung insgesamt zunächst nur marginale Erscheinungen. Mit dem Beginn der bürgerlichen Revolutionen des Jahres 1848, insbesondere in Frankreich und den deutschen Staaten, wurde der Zulauf etwas größer.

### Der Bund während der bürgerlichen Revolutionen von 1848/49
1848 wurde die Zentrale des Bundes innerhalb weniger Monate mehrfach verlegt, zuerst von London für kurze Zeit ins belgische Brüssel, und nach Beginn der Februarrevolution in Frankreich, nach Paris. Dort übernahmen Marx und Engels auch formell die Führung des Bundes. Nach dem Übergreifen der Revolution nach Deutschland (Märzrevolution) wurde im April 1848 die Zentrale in die damals preußische Stadt Köln verlegt. Dort gründete Karl Marx die Neue Rheinische Zeitung (NRhZ), bei der neben anderen auch Friedrich Engels mitarbeitete. Marx engagierte sich im Kölner Arbeiterverein.
Mit ihren kritischen Artikeln und Kommentaren zu den revolutionären Ereignissen versuchten Marx und Engels vergeblich, die von den Ideen des Liberalismus und Forderungen nach einer nationalstaatlichen Einheit des Deutschen Bundes geprägte bürgerliche Revolution in eine sozialistische Richtung zu lenken. Beispielsweise kritisierten sie vehement die Bestrebungen einer gemäßigten Mehrheit in der Frankfurter Nationalversammlung, den sogenannten „Halben“, den zu gründenden deutschen Nationalstaat als konstitutionelle Monarchie mit liberalen Reformen zu etablieren. Marx und Engels favorisierten demgegenüber die Ausrufung einer Republik nach dem Beispiel Frankreichs. In der Frankfurter Nationalversammlung war Wilhelm Wolff ein Vertreter des Bundes in der Fraktion Donnersberg, der radikaldemokratischen Linken. Im April 1849 versuchten Marx und Engels, die in verschiedenen Arbeitergruppen und demokratischen Vereinen aktiven Mitglieder des Bundes zunächst im Rheinland zu sammeln, um darauf einen allgemeinen deutschen Arbeiterkongress vorzubereiten.
Mit dem Scheitern der in der Frankfurter Nationalversammlung verabschiedeten Reichsverfassung infolge der Ablehnung einer deutschen Kaiserkrone durch Preußens König Friedrich Wilhelm IV. Ende April 1849 (vgl. Kaiserdeputation) löste sich die Nationalversammlung in der Frankfurter Paulskirche auf. Die noch verbliebenen, zumeist der politischen Linken angehörenden Abgeordneten, wichen ins sogenannte Rumpfparlament nach Stuttgart aus. Die sich darauf überstürzenden Ereignisse mit der radikaldemokratisch motivierten Reichsverfassungskampagne einerseits und der gegen sie einsetzenden massiven Konterrevolution durch vor allem preußisches Militär andererseits, vereitelten das Vorhaben von Marx und Engels, da es für die linksrevolutionäre Bewegung nun andere Prioritäten gab.

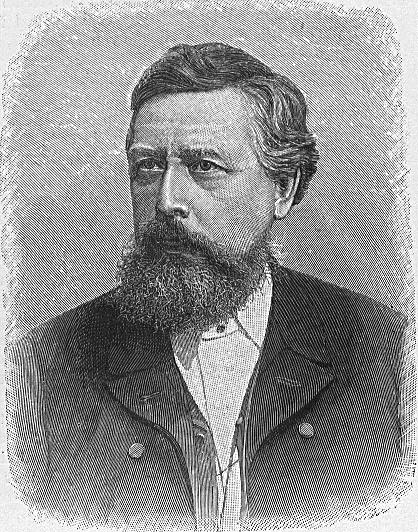
Wilhelm Liebknecht (1826–1900)

Viele Mitglieder des Bundes in den deutschen Staaten beteiligten sich an den sich in den Maiaufständen von 1849 noch einmal eskalierenden, bürgerkriegsähnlichen Kämpfen zur Durchsetzung der demokratischen Errungenschaften der Revolution, insbesondere in Sachsen (Dresdner Maiaufstand), der Pfalz (Bayern) (Pfälzischer Aufstand) und in Baden (vgl. Badische Revolution), wo am 1. Juni 1849 eine nur kurze Zeit bestehende badische Republik ausgerufen wurde. Die NRhZ stellte ihr Erscheinen bereits am 19. Mai 1849 ein, als die Aufstände in den preußischen Rheinprovinzen (Iserlohner und Elberfelder Aufstand) niedergeschlagen wurden. Engels beteiligte sich noch aktiv kämpfend auf der Seite der Revolutionäre bei der Verteidigung der badischen Republik. Als am 23. Juli 1849 mit der Einnahme der Bundesfestung Rastatt durch preußische Truppen die badische Revolution niedergeschlagen wurde, war auch die Märzrevolution insgesamt gescheitert.
Viele Mitglieder des Bundes der Kommunisten mussten wegen dieser Niederlage erneut ins Ausland emigrieren. Marx und Engels gingen nach London. Dort wurde in einer neuen Zentralbehörde der Bund reorganisiert. Zu dieser Zeit trat auch Wilhelm Liebknecht, der spätere Mitbegründer der Sozialdemokratischen Partei Deutschlands (SPD), dem Bund der Kommunisten bei. Liebknecht war durch seine Beteiligung an der badischen Revolution zur Emigration gezwungen, die ihn über die Schweiz ebenfalls nach London führte. Dort näherte er sich unter dem Einfluss von Marx und Engels marxistischen Positionen an, an denen später die SPD des 19. Jahrhunderts und deren Vorgängerparteien ab 1869 ausgerichtet wurden.
1850 wurden die Aufgaben des Bundes nach den Erfahrungen aus der Märzrevolution neu dargelegt. Marx und Engels rechneten nicht mit einer neuen Revolution, nachdem neben einer neuen Phase der politischen Reaktion ein wirtschaftlicher Aufschwung die revolutionären Energien der Linken gebremst hatte. Mitglieder des Bundes blieben in den deutschen Staaten weiterhin in Arbeiterorganisationen tätig und gewannen Einfluss auf die am 3. September 1848 auf Initiative des Schriftsetzers Stephan Born gegründete Allgemeine Deutsche Arbeiterverbrüderung. Dies war der erste überregionale Arbeiterverband Deutschlands, der die Entwicklung der Gewerkschaften einleitete.

### Niedergang und Auflösung
Einige Mitglieder der Zentralbehörde, die sich um Karl Schapper und August Willich sammelten, konnten das resignativ anmutende Fazit von Marx/Engels nicht teilen. Damit hatte sich der Bund in zwei gegnerische Lager gespalten. Im September 1850 wurden Marx und Engels von der Fraktion um Schapper/Willich aus dem Bund ausgeschlossen. Sie hätten mit der Gründung einer eigenen Zentralbehörde in Köln gegen die Statuten verstoßen. Zudem warfen die übrigen Mitglieder ihnen „halbgelehrte politische Träumereien“ vor.

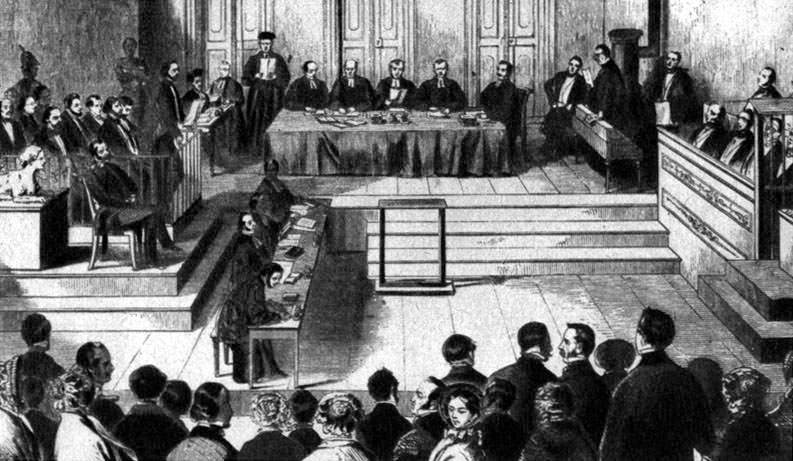
Kölner Kommunistenprozess von 1852

Im März 1851 fielen einige Dokumente des Bundes der deutschen Länder in die Hände staatlicher Behörden. In der darauf folgenden Verhaftungswelle wurde der Bund deutlich geschwächt. Führende Mitglieder des Bundes wurden im Herbst 1852 im sogenannten Kölner Kommunistenprozess zu langen Haftstrafen verurteilt. Nach dieser schweren Niederlage wurde der Bund im November auf Antrag von Karl Marx aufgelöst. Er erklärte „… die Fortdauer des Bundes auf dem Kontinent für nicht mehr zeitgemäß.“

## Kongresse desBundes der Kommunisten
- 1847, 2. bis 9. Juni, erster Kongress in London
- 1847, 29. November bis 8. Dezember, zweiter Kongress in London[1]

## Weitere Entwicklung
Erst in den 1860er Jahren kam es zu einem neuen Aufschwung der Arbeiterbewegung, als europaweit mit einer parteipolitischen Organisierung der Arbeiterbewegung begonnen wurde. Die entsprechenden, noch ein sehr breit gefächertes Spektrum umfassenden sozialistischen Organisationen und Parteien bildeten mit der 1864 gegründeten Internationalen Arbeiterassoziation einen neuen Versuch, die Arbeiterbewegung international zu einen.